# Moja boš
Moja boš (izvirno turško Kara Sevda, v dobesednem prevodu Črna ljubezen) je turška televizijska serija, ki je nastala pri produkciji Ay Yapim. Svetovna premiera se je zgodila oktobra 2015 v Turčiji, slovenska premiera v začetku leta 2018. Serija ima uradno 74 delov in 2 sezoni (35 delov ima prva sezona, 39 pa druga), vendar se število delov razlikuje od načina prikazovanja skozi države. Serija se ponaša z mednarodno nagrado International Emmy Award.

## Zgodba
Kemal Soydere (Burak Özçivit) je sin revne družine, ki vse upe polaga vanj. Nikakor ne verjame v čudeže. Toda nekega dne se sam znajde sredi največjega čudeža: čudeža ljubezni. Nihan Sezin Kozcuoğlu (Neslihan Atagül) se je rodila v bogastvu, nikoli pa ni čutila, da pripada temu življenju. Nekega dne se zaljubi v nekoga daleč od njenega sveta – v Kemala. Nihan in Kemal živita zelo različni življenji in čudežna ljubezen ju poveže. Čeprav prisežeta na večno ljubezen, na boleč način izvesta, da jima življenje ne bo omogočilo srečnega konca. Nekega večera se Kemal preseli daleč v Zonguldak. Nihan pa postane sužnja lastne izbire.

## Igralci
| Igralec               | Vloga                   | Sezona                  |
| --------------------- | ----------------------- | ----------------------- |
| Burak Özçivit         | Kemal Soydere           | 1, 2 (umre)             |
| Neslihan Atagül       | Nihan Sezin Kozcuoğlu   | 1, 2                    |
| Kaan Urgancıoğlu      | Emir Kozcuoğlu          | 1, 2 (umre)             |
| Kürsat Alniacik       | Onder Sezin             | 1 (umre)                |
| Arven Beren           | Deniz Soydere-Sezin     | 2                       |
| Hazal Filiz Küçükköse | Zeynep Soydere Sezin    | 1, 2                    |
| Melisa Aslı Pamuk     | Asu Alacahan Soydere    | 1, 2                    |
| Zerrin Tekindor       | Leyla Acemzade Kandarli | 1, 2                    |
| Zeyno Eracar          | Fehime Soydere          | 1, 2                    |
| Neşe Baykent          | Vildan Acemzade Sezin   | 1, 2                    |
| Alpaykut              | Ozan Sezin              | 1 (umre), 2 (v spominu) |
| Rüzgar Aksoy          | Tarık Soydere           | 1, 2                    |
| Ali Burak Ceylan      | Tufan Kaner             | 1, 2 (umre)             |
| Burak Sergen          | Galip Kozcuoğlu         | 1, 2                    |
| Kerem Alışık          | Ayhan Kandarli          | 2                       |
| Erhan Alplay          | detektiv Hakan Tandurak | 2                       |
| Ugur Arslan           | Strup (Fikret)          | 1, 2                    |

## Predvajanje serije
| Serija | Serija | Epizode | Začetek        | Konec              |
| ------ | ------ | ------- | -------------- | ------------------ |
|        | 1      | 105     | 3. januar 2018 | 16. april 2018     |
|        | 2      | 130     | 17. april 2018 | 21. september 2018 |

## Zanimivosti
- 1. sezona serije je v Sloveniji imela 105, 2. pa 130 delov.
- Moja boš velja za eno od petih najbolj priljubljenih in donosnih turških nadaljevank.
- Serija je bila prodana v več kot 75 držav sveta in prevedena v več kot 50 jezikov.
- V Sloveniji je delov trikrat več kot v Turčiji, saj so deli krajši za eno tretjino (45 minut proti 120 minut).